# Open Art München

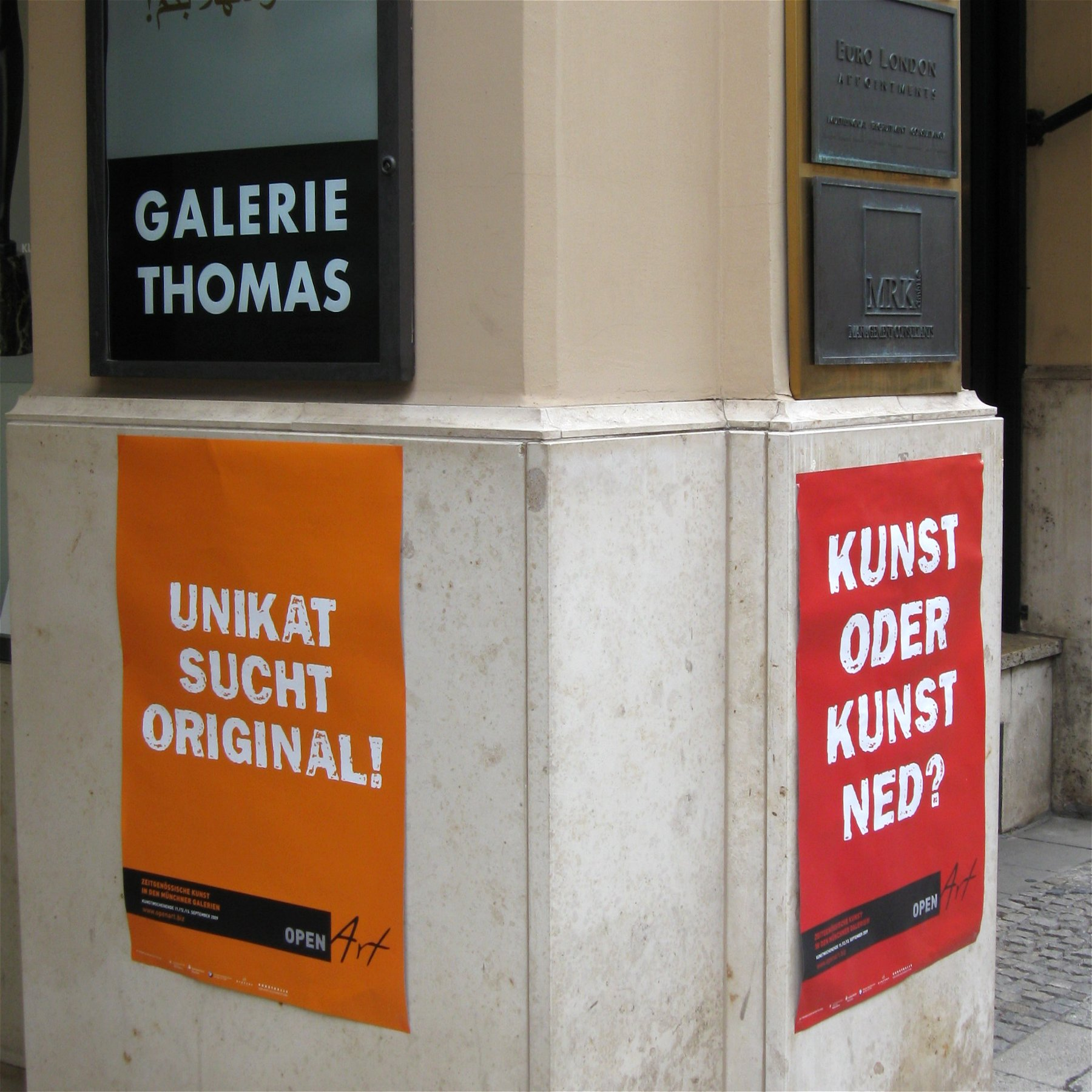
Plakate in der Maximilianstraße 2009

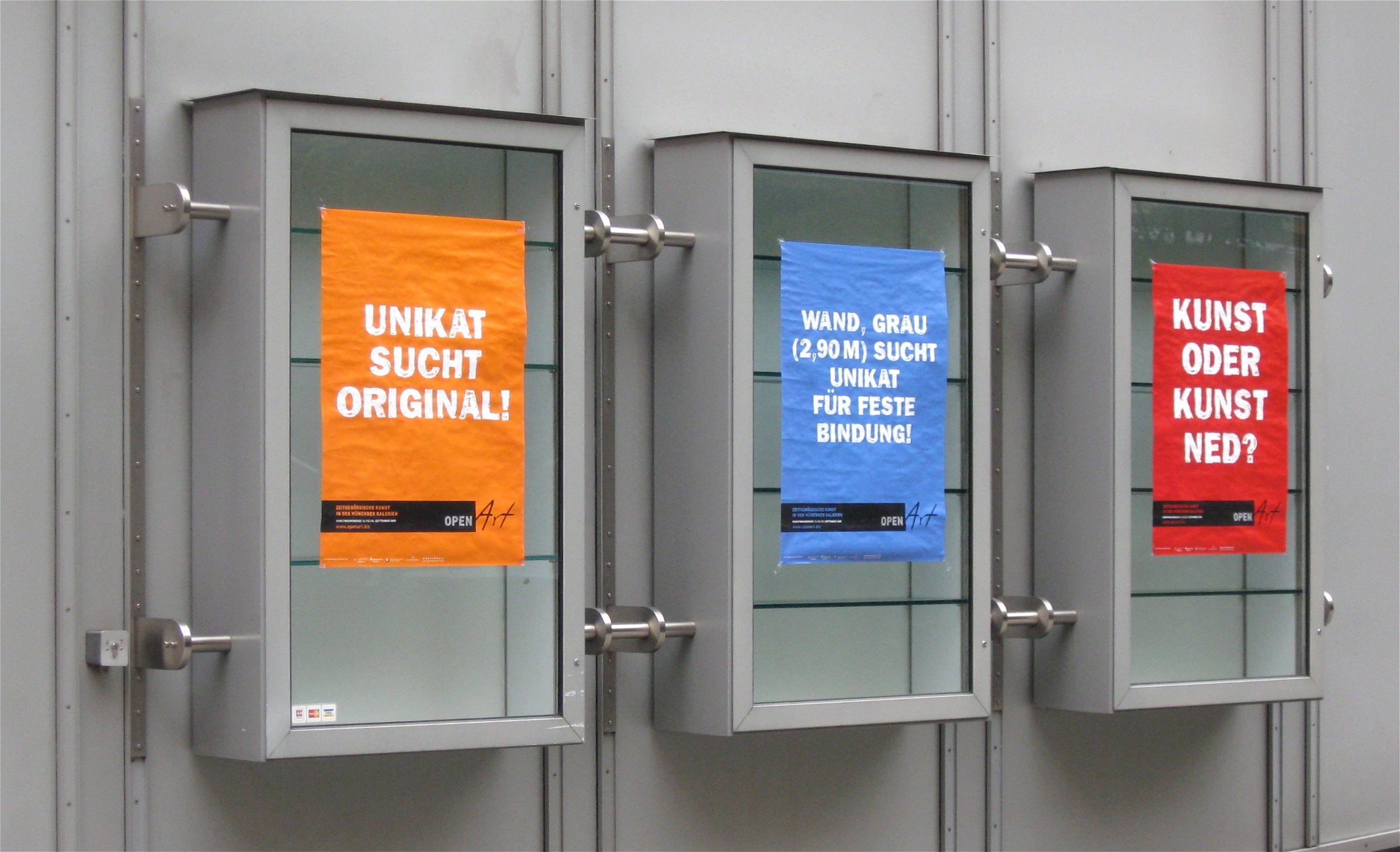
Plakate 2009

Open Art München ist ein seit 1989 jährlich stattfindendes Galerienwochenende zur modernen und zeitgenössischen Kunst. Bis 2024 eröffneten die Mitglieder der Initiative Münchner Galerien zeitgenössischer Kunst an einem Wochenende im September gemeinsam die Kunstsaison nach der Sommerpause. Im Jahr 2024 erhielt dieses Wochenende den Namen „Open Art Munich Gallery Weekend“. 2025 fand die Veranstaltung erstmals im Juli statt, in Kooperation mit der Bayerischen Staatsoper an einem Wochenende während der Münchner Opernfestspiele. Die beteiligten Galerien befinden sich überwiegend im Bereich Gärtnerplatzviertel, Altstadt, Lehel, Maximilianstraße, Schwabing, Maxvorstadt, sowie einige Galerien auch rechts der Isar.
Seit 2009 wurde für das Kunstwochenende mit einer Plakat-Kampagne unter jährlich wechselnden Slogans geworben, mit der gezielt auch ein jüngeres Publikum angesprochen und Hemmschwellen die Galerien zu besuchen abgebaut werden sollten. Auf „Kunst oder Kunst ned“ folgte im Jahr 2010 das Motto „Protect your walls“ mit Bildern von röhrenden Hirschen und anderen Protagonisten des „besonderen“ Geschmacks. 2011 lockte die Open Art mit dem zurückhaltenderen „Kunst-Voll“, aber dafür Schwarz-Gelb in den Farben Münchens.
Das Open-Art Wochenende dauerte bis 2024 von Freitagabend bis Sonntag, ab 2025 geht es von Donnerstagabend bis Sonntag. Dabei haben die Galerien besondere Öffnungszeiten, am Eröffnungstag 18–21 Uhr, an den weiteren Tagen 11–18 Uhr.
In vergangenen Jahren bestand ein Info-Point, der sich seit 2009 temporär im Kassenbereich der Kunsthalle der Hypo-Kulturstiftung befand.
Kunsthistoriker führen Rundgänge durch ausgewählte Galerien durch. In früheren Jahren gab es das Angebot eines kostenlosen Taxi-Shuttles in Galerien außerhalb des Zentrums. Ab 2011 wurden für einige Jahre in der Galerie Thomas auch spezielle Kinderführungen angeboten.
Eigens zur Open Art erscheint jedes Jahr ein Katalog, in welchem die Galerien ihre Ausstellungen vorstellen. Dieser ist in den Galerien erhältlich sowie im Internet einsehbar.